# Élections municipales de 2005 dans les Laurentides
Les élections municipales québécoises de 2005 se déroulent le 6 novembre 2005. Elles permettent d'élire les maires et les conseillers de chacune des municipalités locales du Québec, ainsi que les préfets de quelques municipalités régionales de comté.
Elles permettent de déterminer les maires et les conseillers de chacune des municipalités locales de même que certains préfets. Ces élections sont les premières tenues en vertu de la Loi sur les élections et les référendums dans les municipalités adoptée en 2001 par l'Assemblée nationale du Québec, qui instaure une nouvelle procédure prévoyant de tenir les élections de tous les postes municipaux dans toutes les municipalités la même journée.

## Laurentides

### Amherst
| Candidats pour la mairie            | Vote | %     |
| ----------------------------------- | ---- | ----- |
| Bernard Lapointe                    | 494  | 55,51 |
| Marcel Dubois                       | 396  | 44,49 |
| Nombre d'électeurs inscrits : 1 504 |      |       |

### Arundel
| Candidats pour la mairie          | Vote | %     |
| --------------------------------- | ---- | ----- |
| Johanna Earle                     | 162  | 53,64 |
| Yvon C. Dupuis                    | 140  | 46,36 |
| Nombre d'électeurs inscrits : 495 |      |       |

### Barkmere
| Candidats pour la mairie | Vote            | %               |
| ------------------------ | --------------- | --------------- |
| Charles Huot             | Sans opposition | Sans opposition |

### Blainville
| Partis                               | Partis                                  | Candidats pour la mairie | Vote  | %     |
| ------------------------------------ | --------------------------------------- | ------------------------ | ----- | ----- |
|                                      | Vrai Blainville                         | François Cantin          | 7 813 | 53,98 |
|                                      | Parti de l'action civique de Blainville | Daniel Ratthé            | 6 662 | 46,02 |
| Nombre d'électeurs inscrits : 30 777 |                                         |                          |       |       |

### Bois-des-Filion
| Candidats pour la mairie | Vote            | %               |
| ------------------------ | --------------- | --------------- |
| Paul Larocque (sortant)  | Sans opposition | Sans opposition |

### Boisbriand
| Partis | Partis                                        | Candidats pour la mairie | Vote            | %               |
| ------ | --------------------------------------------- | ------------------------ | --------------- | --------------- |
|        | Équipe Sylvie St-Jean / Solidarité Boisbriand | Sylvie St-Jean           | Sans opposition | Sans opposition |

### Brébeuf
| Candidats pour la mairie | Vote            | %               |
| ------------------------ | --------------- | --------------- |
| Ronald Provost (sortant) | Sans opposition | Sans opposition |

### Brownsburg-Chatham
| Candidats pour la mairie            | Vote  | %     |
| ----------------------------------- | ----- | ----- |
| Lise Bourgault (sortante)           | 1 704 | 72,26 |
| Ronald Tilsley                      | 460   | 19,51 |
| Jean-Claude Pigeon                  | 194   | 8,23  |
| Nombre d'électeurs inscrits : 5 663 |       |       |

### Chute-Saint-Philippe
| Candidats pour la mairie | Vote            | %               |
| ------------------------ | --------------- | --------------- |
| Claude Blain             | Sans opposition | Sans opposition |

### Deux-Montagnes
| Partis                               | Partis                                                           | Candidats pour la mairie | Vote  | %     |
| ------------------------------------ | ---------------------------------------------------------------- | ------------------------ | ----- | ----- |
|                                      | Équipe Lauzon Team / Action Deux-Montagnes                       | Marc Lauzon              | 3 376 | 52,59 |
|                                      | Équipe Stéphane Plante Team-Parti des citoyens de Deux-Montagnes | Stéphane Plante          | 3 043 | 47,41 |
| Nombre d'électeurs inscrits : 12 818 |                                                                  |                          |       |       |

### Estérel
| Candidats pour la mairie          | Vote | %     |
| --------------------------------- | ---- | ----- |
| André Nadeau                      | 155  | 54,77 |
| Serge Baril                       | 128  | 45,23 |
| Nombre d'électeurs inscrits : 347 |      |       |

### Ferme-Neuve
| Candidats pour la mairie            | Vote  | %     |
| ----------------------------------- | ----- | ----- |
| Claude Dufour                       | 1 118 | 76,00 |
| Sylvain Leduc (sortant)             | 259   | 17,61 |
| Jean-Paul Thibault                  | 53    | 3,60  |
| Normand Foisy                       | 41    | 2,76  |
| Nombre d'électeurs inscrits : 2 390 |       |       |

### Gore
| Candidats pour la mairie            | Vote | %     |
| ----------------------------------- | ---- | ----- |
| Scott Pearce                        | 357  | 49,24 |
| Carole Girardeau                    | 301  | 41,52 |
| Georges Lapointe                    | 67   | 9,24  |
| Nombre d'électeurs inscrits : 1 547 |      |       |

### Grenville
| Candidats pour la mairie | Vote            | %               |
| ------------------------ | --------------- | --------------- |
| Ronald Tittlit (sortant) | Sans opposition | Sans opposition |

### Grenville-sur-la-Rouge
| Candidats pour la mairie            | Vote | %     |
| ----------------------------------- | ---- | ----- |
| H. Gary Cowan                       | 612  | 51,56 |
| Phil Richards                       | 575  | 48,44 |
| Nombre d'électeurs inscrits : 2 689 |      |       |

### Harrington
| Candidats pour la mairie | Vote            | %               |
| ------------------------ | --------------- | --------------- |
| Ellen Lakoff (sortante)  | Sans opposition | Sans opposition |

### Huberdeau
| Candidats pour la mairie | Vote            | %               |
| ------------------------ | --------------- | --------------- |
| Évelyne Charbonneau      | Sans opposition | Sans opposition |

### Ivry-sur-le-Lac
| Candidats pour la mairie | Vote            | %               |
| ------------------------ | --------------- | --------------- |
| Jean-Raymond Dufresne    | Sans opposition | Sans opposition |

- Kenneth Hague, conseiller #5, devient maire d'Ivry-sur-le-Lac  en cours de mandat[Quand ?].

### Kiamika
| Candidats pour la mairie | Vote            | %               |
| ------------------------ | --------------- | --------------- |
| Michel Dion              | Sans opposition | Sans opposition |

### L'Ascension
| Candidats pour la mairie | Vote            | %               |
| ------------------------ | --------------- | --------------- |
| Yves Meilleur (sortant)  | Sans opposition | Sans opposition |

### La Conception
| Candidats pour la mairie  | Vote            | %               |
| ------------------------- | --------------- | --------------- |
| Gilles Bélanger (sortant) | Sans opposition | Sans opposition |

### La Macaza
| Candidats pour la mairie | Vote            | %               |
| ------------------------ | --------------- | --------------- |
| Christian Bélisle        | Sans opposition | Sans opposition |

### La Minerve
| Candidats pour la mairie            | Vote | %     |
| ----------------------------------- | ---- | ----- |
| Serge Jetté                         | 556  | 64,88 |
| Richard Vetter                      | 301  | 35,12 |
| Nombre d'électeurs inscrits : 1 500 |      |       |

### Labelle
| Candidats pour la mairie | Vote            | %               |
| ------------------------ | --------------- | --------------- |
| Gilbert Brassard         | Sans opposition | Sans opposition |

### Lac-des-Écorces
| Candidats pour la mairie | Vote            | %               |
| ------------------------ | --------------- | --------------- |
| Pierre Flamand           | Sans opposition | Sans opposition |

### Lac-des-Seize-Îles
| Candidats pour la mairie          | Vote | %     |
| --------------------------------- | ---- | ----- |
| JoAnne Fandrich                   | 198  | 73,88 |
| Hector Demers                     | 42   | 15,67 |
| Maurice Leclair (sortant)         | 28   | 10,45 |
| Nombre d'électeurs inscrits : 366 |      |       |

### Lac-du-Cerf
| Candidats pour la mairie          | Vote | %     |
| --------------------------------- | ---- | ----- |
| Denis Simard (sortant)            | 167  | 55,67 |
| Gilles Leclerc                    | 133  | 44,33 |
| Nombre d'électeurs inscrits : 522 |      |       |

### Lac-Saguay
| Candidats pour la mairie            | Vote            | %               |
| ----------------------------------- | --------------- | --------------- |
| Francine Asselin Bélisle (sortante) | Sans opposition | Sans opposition |

### Lac-Saint-Paul
| Candidats pour la mairie | Vote            | %               |
| ------------------------ | --------------- | --------------- |
| Claude Ménard            | Sans opposition | Sans opposition |

### Lac-Supérieur
| Candidats pour la mairie | Vote            | %               |
| ------------------------ | --------------- | --------------- |
| Géatan Imbeau            | Sans opposition | Sans opposition |

- Robert Demarbre, conseiller #4, devient maire de Lac-Supérieur en cours de mandat[Quand ?].

### Lac-Tremblant-Nord
| Candidats pour la mairie | Vote            | %               |
| ------------------------ | --------------- | --------------- |
| Jean Grégoire            | Sans opposition | Sans opposition |

### Lachute
| Partis                              | Partis                       | Candidats pour la mairie | Vote  | %     |
| ----------------------------------- | ---------------------------- | ------------------------ | ----- | ----- |
|                                     | Équipe Mayer                 | Daniel Mayer (sortant)   | 3 199 | 63,01 |
|                                     | Parti du retour aux citoyens | Robert Miron             | 1 878 | 36,99 |
| Nombre d'électeurs inscrits : 9 504 |                              |                          |       |       |

### Lantier
| Candidats pour la mairie            | Vote | %     |
| ----------------------------------- | ---- | ----- |
| Manon Leduc                         | 284  | 74,54 |
| James Doyle                         | 97   | 25,46 |
| Nombre d'électeurs inscrits : 1 056 |      |       |

### Lorraine
| Partis                              | Partis                                               | Candidats pour la mairie | Vote  | %     |
| ----------------------------------- | ---------------------------------------------------- | ------------------------ | ----- | ----- |
|                                     | Équipe Dalle-Vedove                                  | Boniface Dalle-Vedove    | 2 466 | 76,17 |
|                                     | Rassemblement des citoyens de Lorraine / Équipe Mahi | Max Mahi                 | 859   | 23,83 |
| Nombre d'électeurs inscrits : 6 997 |                                                      |                          |       |       |

### Mille-Isles
| Candidats pour la mairie            | Vote | %     |
| ----------------------------------- | ---- | ----- |
| John Carson Collins                 | 249  | 52,42 |
| Yves Guitard                        | 226  | 47,58 |
| Nombre d'électeurs inscrits : 1 126 |      |       |

### Mirabel
| Partis                               | Partis                                    | Candidats pour la mairie  | Vote  | %     |
| ------------------------------------ | ----------------------------------------- | ------------------------- | ----- | ----- |
|                                      | Équipe Meilleur                           | Hubert Meilleur (sortant) | 7 634 | 70,56 |
|                                      | Équipe Laberge - Parti Ralliement Mirabel | Normand Laberge           | 3 185 | 29,44 |
| Nombre d'électeurs inscrits : 23 585 |                                           |                           |       |       |

### Mont-Laurier
| Candidats pour la mairie | Vote            | %               |
| ------------------------ | --------------- | --------------- |
| Michel Adrien            | Sans opposition | Sans opposition |

### Mont-Saint-Michel
| Candidats pour la mairie | Vote            | %               |
| ------------------------ | --------------- | --------------- |
| Roger Lapointe (sortant) | Sans opposition | Sans opposition |

### Mont-Tremblant
| Candidats pour la mairie | Vote            | %               |
| ------------------------ | --------------- | --------------- |
| Pierre Pilon             | Sans opposition | Sans opposition |

### Montcalm
| Candidats pour la mairie | Vote            | %               |
| ------------------------ | --------------- | --------------- |
| Steven Larose (sortant)  | Sans opposition | Sans opposition |

### Morin-Heights
| Candidats pour la mairie | Vote            | %               |
| ------------------------ | --------------- | --------------- |
| Michel Plante (sortant)  | Sans opposition | Sans opposition |

Nomination au poste de maire le 20 mai 2009.
- Élection par acclamation de Normand Marier au poste de maire et de Max Dufour au poste de conseiller #2[2].
- Nécessaire en raison du décès du maire Michel Plante en mai 2009[3].
- Élection de Timothy Watchorn, conseiller #5, au poste de maire par les membres du conseil municipal[2].

### Nominingue
| Candidats pour la mairie            | Vote | %     |
| ----------------------------------- | ---- | ----- |
| Serge Croisetière                   | 672  | 55,86 |
| Francine Daoust                     | 531  | 44,14 |
| Nombre d'électeurs inscrits : 2 271 |      |       |

### Notre-Dame-de-Pontmain
| Candidats pour la mairie | Vote            | %               |
| ------------------------ | --------------- | --------------- |
| Lyz Beaulieu (sortante)  | Sans opposition | Sans opposition |

### Notre-Dame-du-Laus
| Candidats pour la mairie            | Vote | %     |
| ----------------------------------- | ---- | ----- |
| Ken Ménard (sortant)                | 504  | 59,79 |
| Laurier Sarazin                     | 220  | 26,10 |
| Barry Clément                       | 119  | 14,11 |
| Nombre d'électeurs inscrits : 1 720 |      |       |

### Oka
| Candidats pour la mairie            | Vote  | %     |
| ----------------------------------- | ----- | ----- |
| Yvan Patry (sortant)                | 1 044 | 52,62 |
| Claude Hamelin Lalonde              | 940   | 47,38 |
| Nombre d'électeurs inscrits : 2 982 |       |       |

### Piedmont
| Candidats pour la mairie            | Vote | %     |
| ----------------------------------- | ---- | ----- |
| Clément Cardin                      | 698  | 58,31 |
| Maurice Charbonneau (Sortan)        | 499  | 41,69 |
| Nombre d'électeurs inscrits : 2 056 |      |       |

### Pointe-Calumet
| Candidats pour la mairie | Vote            | %               |
| ------------------------ | --------------- | --------------- |
| Jacques Séguin (sortant) | Sans opposition | Sans opposition |

### Prévost
| Partis                              | Partis                                | Candidats pour la mairie | Vote  | %     |
| ----------------------------------- | ------------------------------------- | ------------------------ | ----- | ----- |
|                                     | Parti prévostois                      | Claude Charbonneau       | 1 790 | 46,04 |
|                                     | Option Prévost                        | Florian Charlebois       | 1 344 | 34,57 |
|                                     | Équipe Guy Guénette - Gens de Prévost | Guy Guénette             | 754   | 19,37 |
| Nombre d'électeurs inscrits : 7 417 |                                       |                          |       |       |

### Rivière-Rouge
| Candidats pour la mairie | Vote            | %               |
| ------------------------ | --------------- | --------------- |
| Déborah Bélanger         | Sans opposition | Sans opposition |

### Rosemère
| Partis                               | Partis                                                  | Candidats pour la mairie  | Vote  | %     |
| ------------------------------------ | ------------------------------------------------------- | ------------------------- | ----- | ----- |
|                                      | Équipe Daneault Team - Parti municipal de Rosemère Team | Hélène Daneault           | 3 559 | 61,67 |
|                                      | Équipe Richer Tean Action Rosemère                      | Monique Richer (sortante) | 2 212 | 38,33 |
| Nombre d'électeurs inscrits : 10 332 |                                                         |                           |       |       |

### Saint-Adolphe-d'Howard
| Candidats pour la mairie            | Vote  | %     |
| ----------------------------------- | ----- | ----- |
| Pierre Roy                          | 1 092 | 58,33 |
| Marc Vadeboncoeur                   | 780   | 41,67 |
| Nombre d'électeurs inscrits : 2 056 |       |       |

### Saint-Aimé-du-Lac-des-Îles
| Candidats pour la mairie | Vote            | %               |
| ------------------------ | --------------- | --------------- |
| François Desjardins      | Sans opposition | Sans opposition |

### Saint-André-d'Argenteuil
| Candidats pour la mairie            | Vote | %     |
| ----------------------------------- | ---- | ----- |
| Daniel Beaulieu (sortant)           | 684  | 54,16 |
| André Paré                          | 579  | 45,84 |
| Nombre d'électeurs inscrits : 2 565 |      |       |

### Saint-Colomban
| Partis                              | Partis                            | Candidats pour la mairie     | Vote  | %     |
| ----------------------------------- | --------------------------------- | ---------------------------- | ----- | ----- |
|                                     | Équipe Charbonneau                | Roland Charbonneau (sortant) | 1 230 | 43,66 |
|                                     | Équipe Saint-Colomban             | Ghislaine Damico             | 887   | 31,49 |
|                                     | Parti action des colombanois(ses) | Mathieu Vallée               | 700   | 24,85 |
| Nombre d'électeurs inscrits : 6 799 |                                   |                              |       |       |

### Saint-Eustache
| Partis                               | Partis                                       | Candidats pour la mairie | Vote   | %     |
| ------------------------------------ | -------------------------------------------- | ------------------------ | ------ | ----- |
|                                      | Option Saint-Eustache/Équipe Carignan        | Claude Carignan          | 11 635 | 80,59 |
|                                      | Rassemblement des citoyens de Saint-Eustache | Lucien Vallée            | 2 803  | 19,41 |
| Nombre d'électeurs inscrits : 31 963 |                                              |                          |        |       |

Nomination au poste de maire le 18 septembre 2009.
- Organisée en raison de la nomination du maire Claude Carignan au Sénat du Canada pour la division Mille Isles le 15 septembre 2009[4].
- Élection par acclamation au sein du conseil de Pierre Charron, conseiller du district Clair Matin[4].

### Saint-Faustin–Lac-Carré
| Candidats pour la mairie | Vote            | %               |
| ------------------------ | --------------- | --------------- |
| Pierre Poirier (sortant) | Sans opposition | Sans opposition |

### Saint-Hippolyte
| Partis                              | Partis          | Candidats pour la mairie | Vote  | %     |
| ----------------------------------- | --------------- | ------------------------ | ----- | ----- |
|                                     | Équipe Rousseau | Gilles Rousseau          | 1 197 | 50,94 |
|                                     | Équipe St-Onge  | Yves St-Onge (sortant)   | 1 153 | 49,06 |
| Nombre d'électeurs inscrits : 5 699 |                 |                          |       |       |

### Saint-Jérôme
| Partis                               | Partis                                                | Candidats pour la mairie | Vote   | %     |
| ------------------------------------ | ----------------------------------------------------- | ------------------------ | ------ | ----- |
|                                      | Équipe Gascon/Alliance des citoyens et des citoyennes | Marc Gascon (sortant)    | 13 216 | 74,93 |
|                                      | Équipe Cyr - Action Saint-Jérôme                      | Gérald Cyr               | 4 421  | 25,07 |
| Nombre d'électeurs inscrits : 48 386 |                                                       |                          |        |       |

### Saint-Joseph-du-Lac
| Candidats pour la mairie | Vote            | %               |
| ------------------------ | --------------- | --------------- |
| Alain Guindon (sortant)  | Sans opposition | Sans opposition |

### Saint-Placide
| Candidats pour la mairie | Vote            | %               |
| ------------------------ | --------------- | --------------- |
| Denis Lavigne (sortant)  | Sans opposition | Sans opposition |

### Saint-Sauveur
| Partis                              | Partis               | Candidats pour la mairie | Vote  | %     |
| ----------------------------------- | -------------------- | ------------------------ | ----- | ----- |
|                                     | Équipe Michel Lagacé | Michel Lagacé            | 1 876 | 67,85 |
|                                     | Indépendant          | Gérard Pelletier         | 889   | 32,15 |
| Nombre d'électeurs inscrits : 7 546 |                      |                          |       |       |

### Sainte-Agathe-des-Monts
| Partis                              | Partis                  | Candidats pour la mairie   | Vote  | %     |
| ----------------------------------- | ----------------------- | -------------------------- | ----- | ----- |
|                                     | Équipe Laurent Paquette | Laurent Paquette (sortant) | 2 191 | 55,27 |
|                                     | Équipe Gilles Legault   | Gilles Legault             | 1 773 | 44,73 |
| Nombre d'électeurs inscrits : 8 383 |                         |                            |       |       |

### Sainte-Anne-des-Lacs
| Candidats pour la mairie | Vote            | %               |
| ------------------------ | --------------- | --------------- |
| Claude Boyer             | Sans opposition | Sans opposition |

### Sainte-Anne-des-Plaines
| Partis                              | Partis              | Candidats pour la mairie | Vote  | %     |
| ----------------------------------- | ------------------- | ------------------------ | ----- | ----- |
|                                     | Sainte-Anne-Plus    | Catherine Collins        | 2 752 | 62,01 |
|                                     | Parti Vision Action | Guy Charbonneau          | 1 686 | 37,99 |
| Nombre d'électeurs inscrits : 9 190 |                     |                          |       |       |

### Sainte-Anne-du-Lac
| Candidats pour la mairie  | Vote            | %               |
| ------------------------- | --------------- | --------------- |
| Aimé Lachapelle (sortant) | Sans opposition | Sans opposition |

### Sainte-Lucie-des-Laurentides
| Candidats pour la mairie | Vote            | %               |
| ------------------------ | --------------- | --------------- |
| Ghislain Schoeb          | Sans opposition | Sans opposition |

### Sainte-Marguerite-du-Lac-Masson
| Candidats pour la mairie            | Vote | %     |
| ----------------------------------- | ---- | ----- |
| André Charbonneau                   | 704  | 58,28 |
| Jean Damecour                       | 504  | 41,72 |
| Nombre d'électeurs inscrits : 2 399 |      |       |

### Sainte-Marthe-sur-le-Lac
| Partis                              | Partis                          | Candidats pour la mairie | Vote  | %     |
| ----------------------------------- | ------------------------------- | ------------------------ | ----- | ----- |
|                                     | Nouvelle option - Équipe Paulus | Sonia Paulus             | 2 199 | 54,43 |
|                                     | Équipe Lucie Leblanc            | Lucie Leblanc (sortante) | 1 841 | 45,57 |
| Nombre d'électeurs inscrits : 7 913 |                                 |                          |       |       |

### Sainte-Sophie
| Candidats pour la mairie | Vote            | %               |
| ------------------------ | --------------- | --------------- |
| Yvon Brière (sortant)    | Sans opposition | Sans opposition |

### Sainte-Thérèse
| Partis                               | Partis                                         | Candidats pour la mairie                      | Vote  | %     |
| ------------------------------------ | ---------------------------------------------- | --------------------------------------------- | ----- | ----- |
|                                      | Parti Municipal Énergie avec Sylvie Surprenant | Sylvie Surprenant (sortante d'un autre poste) | 3 162 | 39,48 |
|                                      | Équipe Laporte                                 | Marc Laporte (sortant)                        | 2 780 | 34,71 |
|                                      | La force citoyenne                             | Michel Mathieu                                | 2 067 | 25,81 |
| Nombre d'électeurs inscrits : 20 029 |                                                |                                               |       |       |

### Val-David
| Candidats pour la mairie                   | Vote            | %               |
| ------------------------------------------ | --------------- | --------------- |
| Pierre Lapointe (sortant d'un autre poste) | Sans opposition | Sans opposition |

### Val-des-Lacs
| Candidats pour la mairie          | Vote | %     |
| --------------------------------- | ---- | ----- |
| Berthe Bélanger                   | 254  | 42,62 |
| Lizette Piché (sortante)          | 236  | 39,60 |
| Claude Ménard                     | 106  | 17,78 |
| Nombre d'électeurs inscrits : 969 |      |       |

### Wentworth
| Candidats pour la mairie | Vote            | %               |
| ------------------------ | --------------- | --------------- |
| Normand Champoux         | Sans opposition | Sans opposition |

### Wentworth-Nord
| Candidats pour la mairie            | Vote | %     |
| ----------------------------------- | ---- | ----- |
| André Genest                        | 386  | 37,70 |
| Marie-Élaine Desbiens               | 377  | 36,82 |
| Gilles Côté                         | 245  | 23,93 |
| Mario Bertrand                      | 16   | 1,55  |
| Nombre d'électeurs inscrits : 1 905 |      |       |